# Abrigada
Abrigada – parafia (freguesia) gminy Alenquer i jednocześnie miejscowość w Portugalii. W 2011 zamieszkiwało ją 3 320 mieszkańców, na obszarze 39,23 km². Od 2013 jest częścią parafii Abrigada e Cabanas de Torres.